# Bürgerweisen
Bürgerweisen, op. 306, är en vals av Johann Strauss den yngre. Den spelades första gången den 24 januari 1866 i Redouten-Saal i slottet Hofburg i Wien. 

## Historia
Till karnevalen 1866 levererade bröderna Johann, Josef och Eduard Strauss inte mindre än 22 nykomponerade verk. Det var inte bara kvantiteten som var imponerande, men också kvaliteten på musiken. Ett av Johanns sju verk var valsen Bürgerweisen, skriven och tillägnad Borgarbalen och dess kommitté. Valsen framfördes första gången den 24 januari 1866 på slottet Hofburg och spelades även sommaren 1869 i Pavlovsk utanför Sankt Petersburg. 
När Strauss for på ett gästuppträdande till Boston och New York 1872 citerade han bland många andra verk Bürgerweisen i det specialkomponerade verket Walzer-Bouquet No 1 (för övrigt till 90% identiskt med verket Manhattan-Waltzes).

## Om valsen
Speltiden är ca 7 minuter och 24 sekunder plus minus några sekunder beroende på dirigentens musikaliska tolkning.

## Weblänkar
- Bürgerweisen i Naxos-utgåvan.